# Campeonato Cearense de Futebol da Terceira Divisão de 2017
O Campeonato Cearense de Futebol - Terceira Divisão de 2017 foi a 14ª edição do torneio, organizado pela Federação Cearense de Futebol. 
No dia 18 de julho foram revelados os participantes e o regulamento.
Participarão 8 equipes, e disputarão por três vagas a Série B de 2018.

## Regulamento
O Campeonato Cearense de Futebol de 2017 - Série C será disputada por 8 equipes. Na primeira fase as 8 equipes se dividem em dois grupos (regionalizados), onde se enfrentam em turno e returno dentro dos próprios grupos. As duas melhores de cada grupo avançam para a semifinal que terá dois jogos. As duas finalistas subirão para a Série B do Cearense em 2018 e decidem o título em jogo no sistema de ida e volta. A terceira vaga vai aparecer do confronto dos semifinalistas que perderam para os finalistas. 
 
Os critérios para desempate em números de pontos são os seguintes, aplicados necessariamente na ordem em que aparecem: 

1. Maior número de vitórias; 

2. Melhor saldo de gols;

3. Maior número de gols pró;

4. Confronto direto (quando o empate for entre apenas duas equipes);

5. Sorteio.

## Classificação
|  | Classificados para a semifinais |